# Curtis Fuller and Hampton Hawes with French Horns
Curtis Fuller and Hampton Hawes with French Horns è un album di Curtis Fuller e del pianista Hampton Hawes, pubblicato dalla Status Records nel novembre 1964. Il disco fu registrato il 18 maggio 1957 al Van Gelder Studio di Hackensack, New Jersey (Stati Uniti).

## Tracce
Lato A
1. Ronnie's Tune – 7:27 (Salvatore Torrie Zito)
2. Roc and Troll – 7:11 (Teddy Charles)
3. A-Drift – 6:13 (Salvatore Torrie Zito)

Lato B
1. Lyriste – 6:00 (Teddy Charles)
2. Five Spot – 3:28 (David Amram)
3. No Crooks – 6:26 (Teddy Charles)

## Musicisti
- Curtis Fuller - trombone
- Hampton Hawes - pianoforte (tranne nel brano: No Crooks)
- Teddy Charles - pianoforte (solo nel brano: No Crooks)[3] , produttore
- Sahib Shihab - sassofono alto
- Julius Watkins - corno francese
- Addison Farmer - contrabbasso
- Jerry Segal - batteria